# Вяз гладкий
Вяз гла́дкий, или обыкновенный (лат. Úlmus laévis) — лиственное дерево, вид рода Вяз (Ulmus) семейства Ильмовые (Ulmaceae).

## Распространение и экология
Вяз гладкий произрастает практически на всей территории Европы (за исключением Пиренейского полуострова и Британских островов), на Кавказе, в Малой Азии и на Урале (Челябинская и Свердловская область), а также в Казахстане. На севере доходит до юго-восточной Швеции (остров Эланд), южной Финляндии, южных районов Республики Карелия, Архангельской области (в Архангельской области он проникает за 63° с.ш., достигая самой северной оконечности своего ареала), Республики Коми.
Часто растёт в смешанных лесах. Чаще всего вяз гладкий можно увидеть в дубовых лесах, где он образует второй ярус растительности с некоторыми другими деревьями.

## Ботаническое описание
Дерево высотой до 40 метров с широкоцилиндрической, слегка закруглённой кверху кроной, живущее до 200—250 лет. В молодом возрасте растёт очень быстро, после 40—50 лет рост его замедляется. Ствол старого вяза может достигать метра в диаметре. Сучья толстые, направленные вверх. Кора буро-коричневая, растрескивающаяся, отслаивается тонкими пластинками. У основания ствола крупных деревьев иногда образуются плоские досковидные корни, выполняющие функцию дополнительной опоры. Побеги светло-бурые, блестящие, иногда с седым налётом и чечевичками.
Листья простые, яйцевидные или овальные, с заострённой верхушкой, у основания сильно неравнобокие, тёмно-зелёного цвета (снизу более светлые), на коротких черешках. Длина листа до 12 см, ширина до 8 см. Край листовой пластинки двоякозубчатый, верхняя сторона листа блестящая, нижняя голая или мягкоопушённая.
Цветки мелкие, обоеполые, собраны в пучки на длинных цветоножках. Околоцветник пяти— или восьмилопастной, неравнобокий. Цветёт вяз гладкий в апреле — мае, до распускания листьев, опыляется ветром.
Плод имеет округлое или овальное опушённое крылышко, в центре которого находится семя. Плоды висят пучками на длинных плодоножках.
В условиях Ростовской области сумма эффективных температур для начала цветения 43,6±1,5 °С, а для окончание цветения 74,2±21,9 °С.
| |  |  |  |  |
| Вяз гладкий. Слева направо: досковидные корни; ветвь с листьями и плодами; цветки; плоды крупным планом; плоды |  |  |  |  |

## Значение и применение
Древесина вяза прочная, тяжёлая, устойчива к воздействию воды, заболонь довольно широкая, светло-жёлтая, ядро светло-бурое или серо-бурое. Применяется для изготовления мебели, ружейных прикладов и других изделий.
Кору прежде применяли для дубления кож, а из луба плели верёвки и циновки.
Вяз гладкий используют в полезащитных насаждениях и озеленении городов. Этот вид более морозостоек по сравнению с другими вязами, засухоустойчив и мирится с незначительным засолением почв. Требователен к почвам, но в посадках встречается на самых разнообразных почвах, за исключением сильно засолённых, где он недолговечен и быстро усыхает. В городских условиях мирится с уплотнением почвы, но при недостаточном поливе и сильном асфальтировании улиц суховершинит. Устойчив к пыли и загазованности воздуха.
В Хоперском заповеднике хорошо поедаются летние ветви пятнистыми оленями. В абсолютно сухих листьях содержится 285,8 мг/кг каротина.
В благоприятные вёсны ценен как ранний медонос и пыльценос. Медовая продуктивность условно чистых насаждений в условиях Ростовской области 47 кг/га. Этот вид вяза пристанище для многих видов тли, которые выделяют падь, служащую источником падевого мёда.

## Голландская болезнь вяза
Как и многие другие виды вяза, вяз гладкий подвержен опасному заболеванию, известному как Голландская болезнь вяза. Споры гриба переносятся жуками-короедами и некоторыми листогрызущими насекомыми, а также через заражённую древесину и опилки. Борьба с голландской болезнью ведётся путём санитарных рубок, уборки остатков деревьев на месте вырубки, уничтожения насекомых — переносчиков болезни. Действенным методом также считается инъекция антибиотиков в ствол дерева.

## Таксономия
Вид Вяз гладкий входит в род Вяз (Ulmus) семейства Вязовые (Ulmaceae) порядка Розоцветные (Rosales).
|  |                                      |  |                                                             |                                                             |                   |  | ещё 8 семейств (согласно Системе APG II) | ещё 8 семейств (согласно Системе APG II) |                   |  |  |  | ещё около 40 видов |
|  |                                      |  |                                                             |                                                             |                   |  | ещё 8 семейств (согласно Системе APG II) | ещё 8 семейств (согласно Системе APG II) |                   |  |  |  | ещё около 40 видов |
|  |                                      |  |                                                             | порядок Розоцветные                                         |                   |  |                                          |                                          | род Вяз           |  |  |  |                    |
|  |                                      |  |                                                             | порядок Розоцветные                                         |                   |  |                                          |                                          | род Вяз           |  |  |  |                    |
|  | отдел Цветковые, или Покрытосеменные |  |                                                             |                                                             | семейство Вязовые |  |                                          |                                          | вид Вяз гладкий   |  |  |  |                    |
|  | отдел Цветковые, или Покрытосеменные |  |                                                             |                                                             | семейство Вязовые |  |                                          |                                          |                   |  |  |  |                    |
|  |                                      |  | ещё 44 порядка цветковых растений (согласно Системе APG II) | ещё 44 порядка цветковых растений (согласно Системе APG II) |                   |  |                                          | ещё около 9 родов                        | ещё около 9 родов |  |  |  |                    |
|  |                                      |  |                                                             | ещё 44 порядка цветковых растений (согласно Системе APG II) |                   |  |                                          |                                          | ещё около 9 родов |  |  |  |                    |

### Синонимы
По данным The Plant List:
- Ulmus celtidea Litv.
- Ulmus effusa Willd.
- Ulmus pedunculata Foug.
- Ulmus simplicidens E.Wolf